# Nicolas Gigault
Nicolas Gigault   (París, c. 1627 - París, 20 d'agost de 1707) va ser un organista i compositor barroc francès. Nascut en la pobresa, ràpidament va guanyar fama i gran reputació entre els seus companys de música. Entre les seves obres que sobreviuen s'inclouen els primers exemples de noëls (nadales) i un volum d'obres representatives de l'estil 1650–1675 de l'escola d'orgue francesa.

## Biografia
Poc se sap de la vida de Gigault. François-Joseph Fétis, musicòleg del segle xix, va afirmar que Gigault va néixer a Clayes-en-Brie, un poble proper a París. No obstant això, cap localitat sobreviu amb aquest nom. Se suposa que el lloc de naixement de Gigault es trobava als afores de París. Es va produir una situació similar en relació amb la data de naixement de Gigault: André Pirro va deduir a principis del segle XX que Gigault devia haver nascut el 1624/5, no obstant això, un estudi posterior de Pierre Hardouin va revelar que el compositor no podia haver nascut abans de 1627.
El pare de Gigault, Estienne Gigault, era un agutzil als jutjats de París. Gigault va néixer a la pobresa i la seva situació financera es va mantenir greu almenys fins al 1648, quan ell i els seus dos germans menors van renunciar als seus drets successoris per evitar els deutes del seu pare. La mare de Nicolas Gigault va morir quan ell era un nen. No se sap res de la seva educació ni de com va arribar a ser músic. Pirro va suggerir diversos possibles professors, entre ells Charles Racquet, però no hi ha proves de cap lliçó. Les primeres afirmacions de Fétis que Jean Titelouze va ensenyar a Racquet ara es consideren insubstancials, ja que Gigault era massa jove i la seva família no podia permetre's viatges a Rouen, on treballava Titelouze.
Pel que se sap, la carrera de Gigault va començar el 1646 quan va ser nomenat organista de Saint-Honoré. El 1652 va marxar per ocupar una posició similar a Saint Nicolas-des-Champs, on va treballar fins a la seva mort. Gigault també va ser organista a Saint Martin-des-Champs des de 1673, i a l'orfenat de l'"Hôpital du Saint Esprit" des de 1685.
 Gigault devia tenir una relació professional amb Étienne Richard, que va treballar amb ell a Saint Nicolas-des- Champs, i que també va ser organista de Saint Martin-des-Champs fins a la seva mort el 1669.
Gigault es va casar dues vegades. El primer matrimoni, amb Marie Aubert el 1662, va produir cinc fills: dos fills i tres filles. Els fills, Anne-Joseph i Anne-Joachim, es van convertir en organistes. La filla menor de Gigault, Emérentienne-Margueritte, es va casar amb un constructor d'orgues i un dels seus dos fills, Augustin-Hypolite Ducastel, es va convertir en constructor de clavicèmbal. Marie Aubert va morir el 7 d'agost de 1700. Gigault es va tornar a casar aviat, però ell mateix va morir pocs anys després, el 7 d'agost de 1707.
Els inventaris de les possessions de Gigault, preses el 1662 i el 1700 (a causa del seu matrimoni i la mort de la seva dona, respectivament), revelen que ja el 1662 ja no era pobre i es podia permetre una casa ben moblada amb una col·lecció de pintures i escultures, i un gran nombre d'instruments musicals: un orgue de cambra, dos clavicèmbals (un amb dos manuals, l'altre amb un), tres espinetes, dos clavicordis, un violí baix, dos violes aguts, un tiorba i una guitarra. La majoria de les pintures que Gigault tenia a casa eren de naturalesa devocional, cosa que, juntament amb les llargues dedicacions de les seves col·leccions d'orgue a la Santíssima Verge Maria, suggereix un lloc important de la religió en la vida de Gigault. A banda de les seves activitats com a organista, Gigault també tenia molta demanda com a consultor d'orgues i com a instrumentista.

## Obres

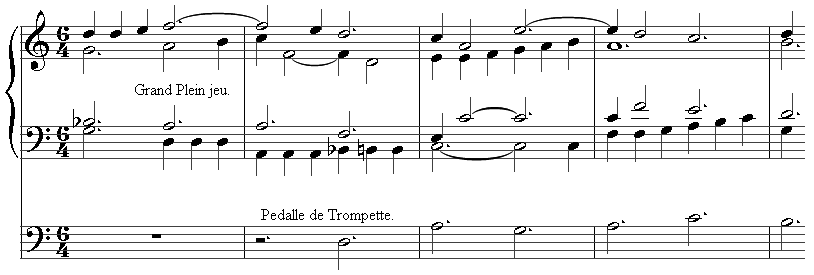
El Dernier Kyrie de la primera missa és un récit a 5 veus amb pedal cantus firmus al tenor, un gènere cultivat per Gigault.

Gigault va publicar dues col·leccions d'obres d'orgue. El primer, Livre de musique dédié a la Très Saincte Vierge de 1682, conté els primers exemples coneguts del francès noël (un conjunt de variacions d'una nadala) i un allemande. Els 20 noëls de Gigault inclouen variacions en cançons de Nadal i himnes de l'església relacionats amb el Nadal. Aquestes peces sempre avancen de dos a quatre i tenen una tècnica de variació una mica rígida. Al pròleg, Gigault suggereix que aquestes peces es poden interpretar en qualsevol instrument: és a dir, en un parell de violes o en un llaüt, etc. Es presenta en dues versions, la segona està configurada a "ports de voix", mostrant diversos patrons d'ornamentació comuns.
La segona col·lecció de Gigault, Livre de musique pour l'orgue de 1685, conté 184 peces. Comença amb tres misses d'orgue, que depenen en gran manera de melodies de la missa IV, com totes les altres misses d'orgues franceses supervivents del període. No obstant això, els contemporanis de Gigault van limitar el seu ús del cant a escenaris de cant pla, mentre que a les misses de Gigault les melodies del cant també apareixen parafrasejades o transformades en temes fugitius i formen una proporció molt gran de les misses. La primera i la tercera missa són grans, cadascuna de més de 20 peces, mentre que la segona missa és extremadament curta amb només 7 versets. La resta de la col·lecció està ordenada per modes: hi ha nombroses fugues (fet esmentat al prefaci) i també diverses formes típiques franceses com diàlegs i recitats. També s'inclouen tres himnes: Pange lingua, Veni Creator i un ambient complet del Te Deum.
Com que la música del segon Livre de Gigault és més representativa de l'estil francès del tercer quart del segle, en lloc de l'última, la col·lecció pot haver estat una recopilació de material compost anteriorment. Es representen totes les formes franceses principals, tot i que la forma de nomenar-les de Gigault difereix de la dels seus contemporanis: utilitza el terme "fugue" de manera molt més àmplia (per exemple, utilitza "Fugue à 2" en lloc de "Duo"), mai no fa servir el terme "diàleg", etc. La música està notada minuciosament, amb més atenció als detalls de la interpretació que en altres fonts contemporànies. Hi ha molt ús de notes "inégales", tant que alguns estudiosos creuen que la música és indescriptible avui en dia i, en general, Gigault No obstant això, la música es distingeix per un estil seriós, més adequat a l'església que el de Lebègue; Els diàlegs de Gigault van més enllà del dels seus contemporanis, Nivers i Lebègue, ja que utilitzen més divisions, i també cultiva diversos gèneres de cinc veus: preludis i recités amb pedal cantus firmus al tenor. El Livre de 1685 de Gigault era probablement pensat com un registre de l'estil de Gigault, en lloc d'un llibre per a organistes menors; la música és de vegades força sofisticada i requereix un alt grau d'habilitat.